# Maciej Dobrzyniecki
Maciej Mariusz Dobrzyniecki (ur. 1963 w Gdańsku) – polski przedsiębiorca i działacz gospodarczy, wiceprezes zarządu Business Centre Club, konsul honorowy Królestwa Hiszpanii.

## Życiorys
W 1986 ukończył studia z zakresu organizacji i zarządzania na Wydziale Ekonomiki Produkcji Uniwersytetu Gdańskiego, kształcił się także m.in. na Uniwersytecie Kraju Saary i Uniwersytecie w Göteborgu.
W 1989 zajął się prowadzeniem działalności gospodarczej. W 1997 założył własną firmę konsultingową zajmującą się m.in. doradztwem inwestycyjnym i pośrednictwem finansowym. Powoływany w skład rad nadzorczych różnych przedsiębiorstw m.in. Portu Lotniczego Gdańsk i Nordea Bank Polska, a także rad doradczych organów administracji publicznej.
Działacz różnych organizacji społecznych i gospodarczych, został kanclerzem Loży Gdańskiej Business Centre Club i wiceprezesem zarządu BCC, konsulem honorowym Królestwa Hiszpanii w Gdańsku, prezydentem Sekcji Polskiej ELEC, Stowarzyszenia Konsulów Honorowych w Polsce oraz Akademii Gastronomicznej w Polsce. Od 2019 do 2020 był członkiem Rady Uniwersytetu Gdańskiego.

## Odznaczenia
- 2000 – Złoty Krzyż Zasługi[4]
- 2006 – Krzyż Orderu Zasługi Cywilnej (Hiszpania)[1][3]
- 2011 – Krzyż Oficerski Orderu Izabeli Katolickiej (Hiszpania)[1]
- 2012 – Krzyż Kawalerski Orderu Odrodzenia Polski[5]
- 2013 – Komandor Orderu Zasługi Cywilnej (Hiszpania)[3]